# ジョン・スリフト
ジョン・スリフト（英: John Thrift、生年不詳 - 1752年5月5日）はイギリスの死刑執行人である。
1735年頃に死刑執行人になり20年近くにわたって勤め、特に1745年のジャコバイトの反乱に関係した大勢の人物を処刑し、そのため彼はジャコバイト支持者から憎悪の対象となった。
1750年5月に民衆に取り囲まれた彼は刃物を振り回して民衆を追い払おうとし1人を刺し殺した。逮捕され裁判では正当防衛を主張するが有罪となり死刑判決を受けるが、すぐに流刑に減刑され監獄船にしばらく収監されたあとに恩赦になり、死刑執行人に復職した。
1752年5月5日に病死してセントポールの墓地に埋葬された。
彼はイギリスで最後の斬首刑を執行した。この時に使用した斧と断頭台は現在でも王立武具博物館に展示されている。

## 執行歴
- 1735年3月1日 タイバーンでグレゴリー・ギャング団13人へ集団絞首
- 1744年に浮浪者取締法が施行されるとロンドンにいた多数の浮浪者へ鞭打ち刑を執行
- 1745年 ジャコバイト9人へ首吊り・内臓抉り・四つ裂きの刑の刑を執行
- 1747年4月9日 ジャコバイトの第11代ロヴァート卿サイモン・フレイザーにイギリス最後の斬首刑を執行